# Hématose
L'hématose (du grec αἱμάτωσις [ aimátosis ], « action de convertir en sang ») est une transformation chimique du sang, par son enrichissement en dioxygène et son appauvrissement en dioxyde de carbone pendant la respiration. Cet échange gazeux se produit entre le milieu extérieur et le sang d'un animal. Elle est produite par simple diffusion, à la faveur du gradient de pression partielle et sans dépense d'énergie.

## Principe physiologique
De petits organismes, avec un bon rapport surface extérieure/volume, et avec un métabolisme faible, comme les plathelminthes, peuvent survivre sans structures anatomiques spécifiques à l'hématose, en utilisant simplement la surface extérieure de leur corps pour effectuer les échanges gazeux.
D'autres organismes plus grands et plus actifs, tels que les amphibiens, utilisent l'échange cutané comme hématose complémentaire aux branchies ou aux poumons.
Chez les mammifères, l'hématose se produit entre les capillaires et les alvéoles pulmonaires, lors de la ventilation, au niveau de la barrière alvéolo-capillaire. Le sang pauvre en dioxygène provient du ventricule cardiaque droit, via le tronc pulmonaire et subit le processus d'hématose au niveau alvéolaire. Il est alors réoxygéné et dirigé vers l'atrium gauche via les quatre veines pulmonaires, avant d'être repropulsé dans la circulation générale par l'aorte.
Cette fonction est mise en jeu par quatre étapes :
1. la ventilation ;
2. la diffusion de l'oxygène et du dioxyde de carbone ;
3. le transport actif ;
4. la régulation de la ventilation.

Chez les insectes, l'hématose se produit grâce au réseau de trachées et trachéoles, qui relient l'extérieur aux tissus de l'animal, se ramifiant à l'intérieur du corps.